# Choi Hyeon-ju
Choi Hyeon-ju (Koreaans: 최현주) (Jeollabuk-do, 6 augustus 1984) is een Zuid-Koreaans boogschutster.

## Carrière
Choi maakte in 2012 deel uit van het Zuid-Koreaanse ploeg die Olympisch kampioen werden in Londen. Ze had in 2012 ook drie podia in de World Cup.

## Erelijst

### Olympische Spelen
- 2012:  Londen (team)

### World Cup
- 2012:  Shanghai (individueel)
- 2012:  Antalya (team)
- 2012:  Tokio (individueel)

1988: Kim S-n/Wang/Yun Y-s ·
1992: Cho/Kim S-n/Lee E-k ·
1996: Kim J-s/Kim K-w/Yoon H-y ·
2000: Kim N-s/Kim S-n/Yun M-j ·
2004: Lee S-j/Park/Yun M-j ·
2008: Joo/Park/Yun O-h ·
2012: Choi/Ki/Lee S-j ·
2016: Chang/Choi/Ki ·
2020: An/Jang/Kang ·
2024: Jeon/Lim/Nam